# 红斑瓢蟹
红斑瓢蟹（学名：Carpilius maculatus）为扇蟹科瓢蟹属的动物。分布于日本、夏威夷、澳大利亚、经印度洋至红海及非洲东岸、台湾(達悟語:cinodotodo)以及中国的海南岛、西沙群岛等地，生活环境为海水，常栖息于岩石岸或珊瑚礁的浅水中，外殼十分堅硬。由於其以捕食海中浮游生物為食，某部分區域之浮游生物具有毒性，毒素長年累積於身體內導致本螃蟹本身亦具有相當的毒性，故不建議捕捉來食用，以免不慎中毒。
其种加词“maculatus”意为“有斑点的”。